# 낭가파르바트산
낭가파르바트산(영어: Mount Nanga-Parbat 또는 Diamir)은 세계에서 9번째로 높은 산 봉우리이며, 파키스탄에서 2번째로 높은 산이다. 낭가파르바트는 우르두어로 ‘벌거벗은 산’을 의미한다. 또한 이 지방 사람들은 ‘다이마르’라 하여 산 중의 산이라고도 부른다. 하지만 고산 등반을 도와주는 사람들로 유명한 셰르파어로는 악마의 산이라고 불리기도 한다. 낭가파르바트산은 8,000m가 넘는 봉우리 중 가장 위험한 곳 중의 하나로 알려져 있다. 또한 이 거대하고도 신비한 봉우리는 이곳 주민들에게 숭배의 대상이기도 하다.
1895년 영국의 A.F. 머메리가 첫 시도를 한 후 1953년 독일·오스트리아 등반대원 헤르만 불이 첫 등정에 성공하였다.
이 산의 남동쪽 벽(루팔벽)은 4,500m의 수직으로 된 절벽을 이루며, 히말라야를 등반하는 산악인에게 가장 어려운 코스 중의 하나로 안나푸르나산 남벽, 마칼루산 남서벽과 더불어 히말라야산맥의 3대 남벽으로 꼽힌다. 루팔벽은 1970년 라인홀트 메스너에 의한 첫 등정 이후 1999년 대한민국의 엄홍길이 등정했다.
한국인 최초로는 1992년 김주현, 송재득, 박희택이 등정했다.

## 위치
낭가파르바트산은 히말라야산맥의 서쪽 끝부분에 위치한 8천미터 봉우리이며, 파키스탄 길기트발티스탄에 위치한다. 이 산 바로 남쪽에는 인더스강이 흐르며, 북쪽으로 멀지 않은 곳에 카라코람산맥의 서쪽 끝이 존재한다.

## 트래킹 정보
낭가파르바트산은 파키스탄 북부 지역에서 인기있는 트래킹 코스 중 하나이다. 그중 여행자들이 가장 쉽게 접근할 수 있는 곳은 페리메도(fairy meadow)라는 코스로, 약 2박 3일 또는 3박 4일 일정으로 충분히 다녀올 수 있다. 이 곳으로 접근하기 가장 좋은 곳은 길기트로 약 3시간 정도 떨어져 있다. 페리메도우에는 여름 동안에는 트래커들에게 잠자리와 음식을 제공하는 간단한 숙소가 존재하므로, 특별한 경우가 아니라면 캠핑 장비가 필요 없을 수도 있다.
패리메도는 낭가파르바트산을 조망하기 가장 좋은 위치 중의 하나이며, 근처의 검은색 빙하(Black Glacier)를 볼 수 있다. 또한 5시간 정도 더 위쪽으로 등반하면 낭가파르바트 베이스캠프에 도달할 수 있다.

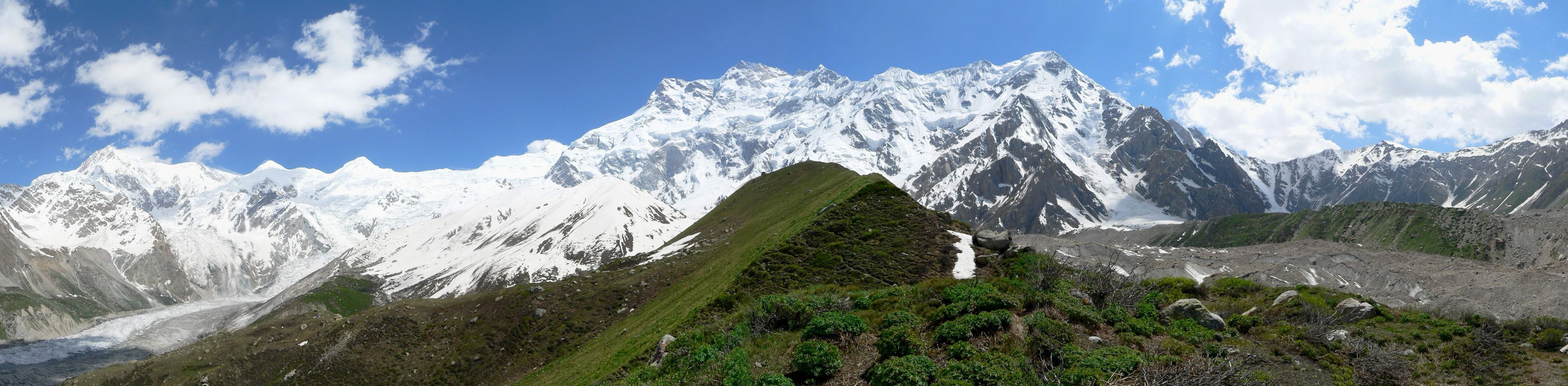
베이스캠프에서 바라본 낭가파르바트산

## 같이 보기
- 고미영 (산악인)